# Numista
Numista — вебсайт, що містить каталог монет, жетонів, паперових грошей та екзонумії. Сервіс дозволяє колекціонерам (нумізматам) зберігати та ділитися інформацією про свою колекцію, дізнатися приблизну ринкову вартість колекції, та доповнювати її шляхом обміну з іншими користувачами.
Каталоги станом на 2024 рік налічують:
Монети
- 218 056 типів монет для яких є 504 910 різновидів
- 5 200 емітентів у 281 групах

Паперові гроші
- 42 677 типів банкнот для яких є 114 568 різновидів
- 4 971 емітентів у 214 групах

Екзонумія
- 117 385 типів экзонумічних предметів для яких є 134 841 різновидів
- 1 060 емітентів у 362 групах

Що робить вебсайт одним з найбільших нумізматичних онлайн каталогів.